# Duguay-Trouin (sous-marin)
Pour les articles homonymes, voir Duguay-Trouin.
Le Duguay-Trouin (numéro de coque S636) est un sous-marin nucléaire d'attaque (SNA) français. C'est la deuxième unité de la classe Suffren, seconde génération de SNA de la Marine nationale. La classe Suffren est issue du programme Barracuda. Duguay-Trouin a été admis au service actif le 4 avril 2024. Depuis le 13 janvier 2025, Villefranche-sur-Saône est la ville marraine du Duguay-Trouin. Il porte le nom du Lieutenant général René Duguay-Trouin.

## Construction
La construction du Duguay-Trouin commence à Cherbourg le 26 juin 2009, avec le découpage de la première tôle. Il sort de la nef de construction Laubeuf le 26 novembre 2021 vers la forme Cachin, juché sur 24 marcheurs. Il est mis à l'eau vers le 9 septembre 2022, avec 19 mois de retard supplémentaires par rapport au Suffren, dus à des modifications apportées par Naval Group à la suite des essais du Suffren. Le réacteur nucléaire du sous-marin diverge le 30 septembre 2022. Ses essais en mer commencent le 27 mars 2023. Le 28 juillet 2023, il est livré à la Marine nationale. Le 4 avril 2024, il est admis au service actif.
Le sous-marin est utilisé pour des exercices pendant sa construction. Durant l'automne 2021, il sert de support à un exercice de sûreté nucléaire destiné à réviser le plan d’intervention du port militaire de Cherbourg. Le 12 mai 2022, il est placé au cœur d’un exercice réalisé autour de la base navale et du site Naval Group de Cherbourg.

## Équipage
Le premier équipage (bleu) a été formé le 9 septembre 2021. Le capitaine de frégate Sébastien Renaud en est le premier commandant.